# Награда „Троношки родослов”
Награда „Троношки родослов” је књижевна награда која се додељује сваке године у манастиру Троноша од 2014. године

## О Награди
Награду у спомен на рукописну књигу Троношки родослов која птиче из 18. века основали су и додељују Подрински културни клуб, Епархија шабачка и Етно село културе „Троношки вајати”. Награда се додељује за песничка дела високих уметничких вредности која подржавају битну линију српске песничке традиције и негују леп језик.
Од 2017. Награда се додељује и за прозна дела.

## Добитници
- 2014 — Миломир Ђукановић, за збирку поезије „Винарија Бержерак”.[4]
- 2015 — Зоран Хр. Радисављевић, за збирку поезије „Велико уво”.
- 2016 — Срба Игњатовић, за књигу песама „Цинобер”.[5]
- 2017 — Горан Милашиновић, за роман „Случај Винча”.[6]
- 2018 — Милисав Савић, за роман „Доктора Валентина Трубара и сестре му Симонете, повест чудноватих догађаја у Србији”.[7]
- 2019 — Јован Јањић, за књигу есеја „Косовски завет”.
- 2020 — Игор Маројевић, за роман „Остаци света”.[8]
- 2021 — Зоран Богнар, за књигу есеја „Ејдетске слике III”.[9]
- 2022 — Перо Зубац, за целокупни књижевни опус, и Ратко Дмитровић за књигу „Крст на крижу 2”.[10]
- 2023 — Томислав Лонгиновић за роман Сама Америка[11]
- 2024 — Селимир Радуловић, за целокупни књижевни опус, и Драган Аврић и Миомир Филиповић за речник архаизама и локализама Ваке се речи говору у Мачви.[12]